# بوسو ألتو
بوسو ألتو بلدية في ولاية ميناس جيرايس في المنطقة الجنوبية الشرقية من البرازيل.
تحتوي البلدية على نسبة 4.39٪ من إجمالي 22,917 هكتار (56,630 أكر) في منتزه الولاية سيرا دو باباجيو الذي تم إنشاؤه عام 1998.